# Eileen Flynn

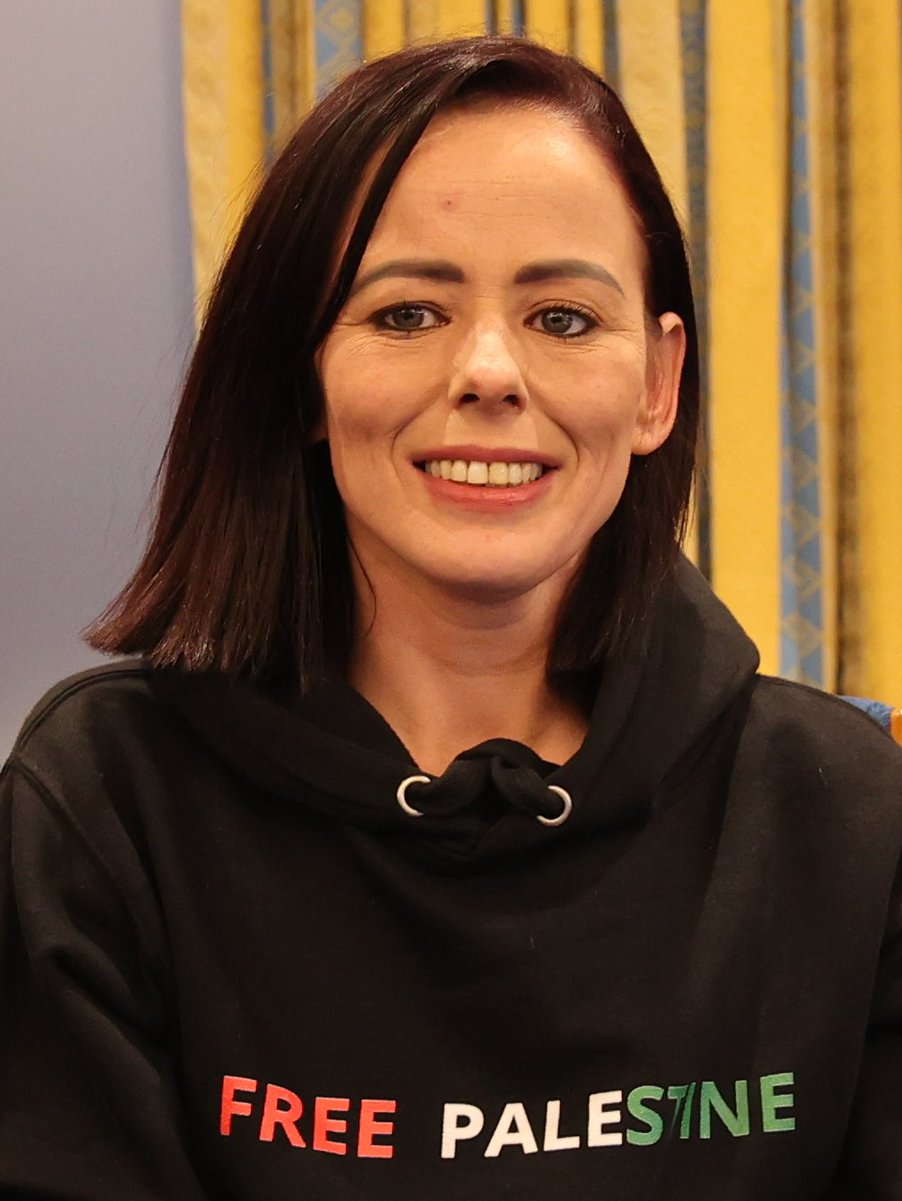
Eileen Flynn, 2025

Eileen Flynn (irisch Eibhlín Ní Fhloinn, * 1990 in Ballyfermot, Dublin) ist eine irische Politikerin. Sie ist parteilos und seit 2020 Mitglied des Seanad Éireann.

## Leben
Flynn gehört den Irish Travellers an und wurde als neuntes Kind in einer fahrenden Familie geboren. Ihre Mutter starb mit 48 Jahren an Lungenentzündung, als Flynn zehn Jahre alt war. Sie ist das erste weibliche Mitglied des Oireachtas aus dieser soziokulturellen Gruppe. Sie studierte Stadtplanung und Stadtentwicklung am Trinity College Dublin und schloss darin mit einem Bachelor of Arts an der Maynooth University ab. 
Nach dem Abschluss ihrer Ausbildung arbeitete Flynn zehn Jahre lang als Aktivistin und Sozialarbeiterin mit Gruppen wie dem Irish Traveller Movement, dem National Traveller Women’s Forum und dem Ballyfermot Traveller Action Programme zusammen. Sie engagierte sich außerdem für Themen wie Wohnungsbau, Gleichstellung in der Ehe, Abtreibungsrechte und Rassismusbekämpfung.
2020 trat sie bei den Wahlen zum Séanad Éireann auf der Arbeitsliste an, verfehlte aber knapp das erforderliche Stimmenquorum. Stattdessen wurde sie von Taoiseach Micheál Martin nominiert. Die BBC porträtierte sie im Format 100 Women.
Bei der Wahl zum Seanad Éireann 2025 wurde sie dann direkt über die Verwaltungsliste gewählt.

## Familie
Eileen Flynn ist mit Liam Whyte verheiratet und hat mit ihm zwei Kinder. Die Familie wohnt seit 2018 in Ardara, County Donegal.